# 阿里古達爾茲
阿里古達爾茲是一座位于伊朗西部的城市，由洛雷斯坦省負責管轄，距離首都德黑蘭503公里，海拔高度2,002米。截止2006年，全市的人口为93,749，居民主要信奉什葉派。
| Oshtoran Kooh Mountain |  |
|                        |  |